# Aglaia rufibarbis
Aglaia rufibarbis là một loài thực vật có hoa trong họ Meliaceae. Loài này được Ridl. mô tả khoa học đầu tiên năm 1917.